# 浙江省人民检察院
浙江省人民检察院是浙江省的检察机关，现任检察长为贾宇。